# 공학 과학
공학 과학 또는 엔지니어링 사이언스(engineering science), 공학 물리학(engineering physics)은 순수 과학(물리학, 수학, 화학, 생물학 등)과 공학(컴퓨터, 핵공학, 전기, 항공우주, 의료, 재료, 기계 등)을 결합한 학문이다.
이 용어는 1861년부터 독일 물리학 교사 J. Frick이 자기 출판물에서 썼다.

## 개요
전통적인 공학 분야와는 달리, 공학 과학이나 공학 물리학은 특정 과학, 공학, 또는 물리학의 한 분야에만 국한되지 않는다. 대신, 공학 과학이나 공학 물리학은 광학, 양자 물리학, 재료 과학, 응용 역학, 전자공학, 나노기술, 마이크로 제조, 마이크로 전자공학, 컴퓨팅, 포토닉스, 기계공학, 전기공학, 핵공학, 생물 물리학, 제어 이론, 공기 역학, 에너지, 고체 상태 물리학 같은 선택된 전문 분야에서 응용 물리학의 더 깊은 기초를 제공하는 것을 목표로 한다. 이 학문은 수학적, 과학적, 통계적, 공학적 원리를 깊이 이해하고 통합적으로 적용함으로써 공학적 솔루션을 만들고 최적화하는 데 집중한다. 또한 이 학문은 다기능성을 지향하며, 연구 개발, 설계, 분석에 중점을 두고 이론적 과학과 실제 공학 사이의 간극을 매운다.

## 공학 과학 커리큘럼
많은 대학에서 공학 과학 프로그램은 학사, 석사, 박사 수준으로 제공된다. 일반적으로 수학, 물리학, 화학, 생물학의 기초 및 고급 과목들이 커리큘럼의 기반을 이루며, 선택 과목으로는 유체 역학, 양자 물리학, 경제학, 플라스마 물리학, 상대성 이론, 고체 역학, 운영 연구, 정량 금융, 정보 기술 및 공학, 동역학 시스템, 생명공학, 환경공학, 계산 공학, 공학 수학 및 통계, 고체 상태 소자, 재료 과학, 전자기학, 나노 과학, 나노 기술, 에너지, 광학 등이 포함될 수 있다.
대표적으로 하버드 대학교, 옥스퍼드 대학교, 토론토 대학교 등이 엔지니어링 사이언스를 학사 과정으로 제공한다.

## 공학 물리학 및 관련 학문
일부 국가에서는 "공학 물리학"과 "기술 물리학"으로 번역될 수 있는 두 학문 모두 학사 학위로 이어지는 학문 분야이다. 예를 들어, 중국에서는 전자가 핵 에너지 연구(즉, 핵공학)에 특화된 반면, 후자는 공학 물리학에 더 가깝다.
일부 대학과 그 기관에서는 공학 물리학(또는 응용 물리학) 전공이 공학 과학 또는 응용 과학의 범위 내에 있는 학문 또는 전공으로 간주된다.
이 학제 간 분야가 시작된 이래로 여러 관련 명칭이 존재해 왔다. 예를 들어, 일부 대학 과정은 "물리 기술", "물리 공학 과학", 또는 "물리 기법"이라는 표현을 사용하거나 포함한다. 경우에 따라, 이전에 "물리 공학"으로 불리던 프로그램이 "응용 물리학"으로 이름이 바뀌거나 "포토닉스 공학"과 같은 특화된 분야로 발전하기도 했다.

## 같이 보기
- 공학
- 산업 공학
- 응용 물리학